# Аїтово (Біжбуляцький район)
Аї́тово (рос. Аитово, башк. Айыт) — село у складі Біжбуляцького району Башкортостану, Росія. Адміністративний центр Аїтовської сільської ради.
Населення — 1176 осіб (2010; 1272 в 2002).
Національний склад:
- башкири — 49 %
- татари — 49 %

## Видатні уродженці
- Гадельшин Хаміт Габдуллович — радянський військовик, Герой Радянського Союзу.